# Luis Urrutia Guerezta
Luis Urrutia Guerezta (San Sebastián, 1876- Madrid, 1930) fue un médico pionero de la cirugía digestiva española y de su comprensión como parte de la medicina integral. En 1924 fundó en Madrid el Instituto Madinaveitia en honor a su maestro y amigo Juan Madinaveitia para enfermos con pocos recursos.

## Biografía y trayectoria profesional
Nació en San Sebastián en 1876 y se licenció en Medicina por la Universidad de Madrid en 1899. Provenía de una familia modesta y pudo realizar sus estudios por medio de becas.
Ingresó como médico interno por oposición en el hospital San Carlos de Madrid, trabajando con el Dr. Juan Madinaveitia y doctorándose en 1900.
Retornó a San Sebastián, donde obtuvo una plaza en el Hospital civil San Antonio Abad que ocuparía hasta 1907 en el que se dedicará a su consulta particular en la Clínica San Ignacio.
Entre 1904 y 1905 visitó Berlín y Viena y en 1913 se especializó en cirugía en París completando la especialización quirúrgica en 1914. En 1920 impartió un ciclo en la Clínica Mayo de Rochester (USA), meca de la cirugía mundial. En 1924 se instaló en Madrid, donde fundó el Instituto Madinaveitia en honor a su maestro y amigo para enfermos sin grandes recursos.
Compaginó su actividad en Madrid con su trabajo en la Clínica San Ignacio de San Sebastián dirigida por Benigno Oreja Elósegui.
Se le puede considerar como el pionero de la cirugía digestiva en España y falleció en 1930 en Madrid víctima de una enfermedad cardíaca.

## Publicaciones
En1918 fue uno de los fundadores de los "Archivos Españoles de Enfermedades del Aparato Digestivo y de la Nutrición".
Autor de innumerables publicaciones, que inició en 1905 en Guipúzcoa Médica, así como de conferencias que dictó en todo el mundo, miembro, entre otras sociedades, de la de Cirujanos de París. Entre sus obras destacan Enfermedades del estómago (1920), Enfermedades de los intestinos, Enfermedades del hígado y páncreas, colaboró en el Tratado de Medicina dirigido por Hernando y Marañón. Desde su Instituto publicó entre 1925-1934 el valioso "Anales del Instituto Madinaveitia".